# Mályvaformák
A mályvaformák (Malvoideae) a mályvavirágúak (Malvales) közé tartozó mályvafélék (Malvaceae) családjának egyik alcsaládja. A „mályva” szó elő-vagy utótagként az alcsalád több nemzetségének, illetve fajának magyar nevében is szerepel.
A taxont először Burnett írta le 1835-ben, de nem volt használatban, egészen az APG megalkotásáig, ami a Cronquist-rendszer Malvaceae, Bombacaceae, Sterculiaceae és Tiliaceae családjait összefogta a kiterjesztett értelemben vett Malvaceae családba, amit az új rendszer 9 alcsaládra oszt: ezek egyike a Malvoideae.

## Elterjedésük, élőhelyük
Többnyire trópusi, szubtrópusi, lágy vagy fás szárú növények. A mérsékelt égövön (például a Kárpát-medencében) jóval kevesebb fajuk él; ezek mind lágyszárúak.

## Megjelenésük, felépítésük
Leveleik egyszerűek, karéjosak vagy osztottak. Virágaik négykörösek, és gyakran fellevelek („külső csésze”) veszik körül őket. Egy-egy portokú porzóik egyetlen falkában állnak, és ebben a porzószálak ún. ivaroszloppá nőttek össze. A három vagy sok termőlevélből alakult termő éretten többüregű tok vagy egymagvú részterméskékre hull szét (papsajttermés).
Virágképletük: K (5) C (5) A (∞) G (3 – ∞)

## Rendszertani felosztásuk
A Kubitzki-rendszer (Kubitzki és Bayer) négy nemzetségcsoportra (Malveae, Gossypieae, Hibisceae és Kydieae), valamint két nemzetségcsoportba nem sorolt nemzetségbe (Jumelleanthus és Howittia) sorolja az alcsalád fajait.
- Abelmoschus Medik. nemzetség 7 fajjal;
- Abutilon Mill. nemzetség 40 fajjal;
- Abutilothamnus;
- Acaulimalva;
- Akrosida;
- mályvarózsa (Alcea) L. nemzetség 17 fajjal;
- Allosidastrum nemzetség 1 fajjal: Allosidastrum pyramidatum (Desportes Cav.) Krapov.;
- Allowissadula;
- zilíz (Althaea) L. nemzetség 5 fajjal;
- Alyogyne Alef.; nemzetség 4 fajjal;
- Anisodontea C.Presl nemzetség 1 fajjal: Anisodontea capensis (L.) D.M.Bates;
- Anoda Cav. nemzetség 7 fajjal;
- Anotea;
- Asterotrichion;
- Bakeridesia Hochr. nemzetség 1 fajjal: Bakeridesia integerrima (Hook.) D.M.Bates;
- Bastardia Kunth nemzetség 2 fajjal;
- Bastardiastrum;
- Bastardiopsis;
- Batesimalva;
- Billieturnera;
- Briquetia Hochr. nemzetség 1 fajjal: Briquetia spicata (Kunth) Fryxell;
- Callirhoe Nutt. nemzetség 3 fajjal;
- Calyculogygas;
- Calyptraemalva;
- Cenocentrum;
- Cephalohibiscus;
- Cienfuegosia Cav. nemzetség 6 fajjal;
- Codonochlamys;
- Corynabutilon (K.Schum.) Kearney nemzetség 7 fajjal;
- Cristaria Cav. nemzetség 1 fajjal: Cristaria formulosa I.M.Johnst.;
- Decaschistia Wight & Arn. nemzetség 1 fajjal: Decaschistia crotonifolia Wight & Arn.;
- Dendrosida;
- Dicellostyles;
- Dirhamphis;
- Eremalche Greene nemzetség 1 fajjal: Eremalche rotundifolia (A.Gray) Greene;
- Fioria;
- Fryxellia D.M.Bates nemzetség 1 fajjal: Fryxellia pygmaea (Correll) D.M.Bates;
- Fuertesimalva Fryxell nemzetség 1 fajjal: Fuertesimalva peruviana (L.) Fryxell;
- Gaya;
- Gossypioides Skovst. ex J.B.Hutch. nemzetség 2 fajjal;
- gyapot (Gossypium) L. nemzetség 50 fajjal;
- Gynatrix;
- Hampea;
- Helicteropsis;
- Herissantia;
- Hibiscadelphus;
- hibiszkusz avagy mályvacserje (Hibiscus L.) nemzetség több száz fajjal;
- Hochreutinera;
- Hoheria A.Cunn. nemzetség 3 fajjal;
- Horsfordia;
- Howittia F.Muell. nemzetség 1 fajjal: Howittia trilocularis F.Muell.;
- Humbertianthus;
- Humbertiella Hochr nemzetség 7 fajjal;
- Iliamna Greene nemzetség 4 fajjal;
- Julostylis;
- Jumelleanthus;
- Kearnemalvastrum;
- Kitaibela Willdenow nemzetség 1 fajjal: Kitaibel-mályva (Kitaibela vitifolia Willdenow);
- Kokia Lewton nemzetség 3 fajjal;
- Kosteletzkya nemzetség 4 fajjal;
- Krapovickasia C.Presl;
- Kydia Roxb. nemzetség 2 fajjal;
- Lagunaria (DC.) Rchb. nemzetség 1 fajjal: Lagunaria patersonii (Andrews) G.Don;
- madármályva (Lavatera L.) nemzetség 8 fajjal;
- Lawrencia;
- Lebronnecia;
- Lecanophora Speg. nemzetség 1 fajjal: Lecanophora dissecta (Hook. & Arn.) Speg.;
- Macrostelia;
- Malachra L. nemzetség 2 fajjal;
- Malacothamnus Greene nemzetség 2 fajjal;
- Malope L. nemzetség 1 fajjal: Malope trifida Cav.;
- mályva (Malva L.) nemzetség 9 fajjal;
- Malvastrum A.Gray nemzetség 5 fajjal;
- Malvaviscus Fabr. nemzetség 3 fajjal;
- Malvella Jaub. & Spach nemzetség 1 fajjal: Malvella leprosa (Ortega) Krapov.;
- Megistostegium Hochr. nemzetség 1 fajjal: Megistostegium nodulosum (Drake) Hochr.;
- Meximalva;
- Modiola Moench nemzetség 1 fajjal: Modiola caroliniana (L.) G.Don;
- Modiolastrum;
- Monteiroa Krapovickas nemzetség 10 fajjal;
- Napaea L. nemzetség 3 fajjal;
- Nayariophyton;
- Neobaclea;
- Neobrittonia;
- Nototriche Turcz. nemzetség 1 fajjal: Nototriche compacta (Gay) A.W.Hill;
- Palaua;
- Pavonia Cav. nemzetség 10 fajjal;
- Peltaea;
- Periptera;
- Perrierophytum;
- Phragmocarpidium;
- Phymosia Desv. ex Ham. nemzetség 2 fajjal;
- Plagianthus J.R.Forst. & G.Forst. nemzetség 2 fajjal;
- Pseudabutilon;
- Radyera Bullock nemzetség 2 fajjal;
- Rhynchosida;
- Robinsonella Rose & Baker f. nemzetség 1 fajjal: Robinsonella lindeniana Rose & Baker f.;
- Rojasimalva;
- Senra;
- Sida L. nemzetség 17 fajjal;
- Sidalcea A.Gray nemzetség 27 fajjal;;
- Sidasodes;
- Sidastrum Baker f. nemzetség 1 fajjal: Sidastrum paniculatum (L.) Fryxell;
- Sphaeralcea A.St.-Hil. nemzetség 11 fajjal;
- Symphyochlamys;
- Talipariti Fryxell nemzetség 6 fajjal;
- Tarasa Phil. nemzetség 1 fajjal: Tarasa tenella (Cav.) Krapov.;
- Tetrasida;
- Thespesia Sol. ex Corrêa nemzetség 17 fajjal;
- Urena L. nemzetség 2 fajjal;
- Wercklea Pittier & Standl. nemzetség 2 fajjal;
- Wissadula Medik. nemzetség 1 fajjal: Wissadula periplocifolia (L.) C.Presl ex Thwaites